# Holger Nielsen
Holger Nielsen (Kopenhagen, 18. prosinca 1866. — Hellerup, 26. siječnja 1955.), danski mačevalac, bacač diska i streličar. Osvojio je tri medalje na prvim Olimpijskim igrama 1896. u Ateni. Vjerojatno je najpoznatiji po izradi prvih skupova modernih pravila za rukometa.

## Karijera
Natjecao se u mačevanju u disciplini sablja. Zauzeo je treće mjesto u konkurenciji od pet natjecatelja. Pobijedio je Adolfa Schmala i Georgiosa Iatridisa, a izgubio je od Tilemachosa Karakalosa i Ioannisa Georgiadisa. U streljaštvu se natjecao u četiri od pet disciplina. Drugo mjesto je osvojio u disciplini pištolj slobodnog izbora. Broncu je osvojio u disciplini pištolj brza paljba. Još je nastupao i u disciplinama vojnički pištolj, gdje je završio kao peti, i vojnička puška, u kojoj je odustao poslije dvije serije.
Natjecao se i u bacanju diska, ali njegov rezultat nije ostao zabilježen. Poznato je samo da nije bio jedan od četvorice prvoplasiranih, već je bio u grupi natjecatelja koji su podijelili plasman od petog do devetog mjesta.

## Vanjske poveznice
- Karijera H. Nielsena  Arhivirana inačica izvorne stranice od 25. kolovoza 2011. (Wayback Machine)